# Niklas Lang (Fußballspieler, 2002)
Niklas Lang (* 13. Juni 2002 in Starnberg) ist ein deutscher Fußballspieler. Er wird meist als Innenverteidiger eingesetzt und steht seit Juli 2025 beim FC Vaduz unter Vertrag.

## Karriere
Lang begann mit dem Fußballspielen in der Jugend des TSV Perchting-Hadorf, der FT Starnberg 09 und der SpVgg Unterhaching, wechselte aber 2014 in das Nachwuchsleistungszentrum des TSV 1860. Nachdem er bereits seit der Saison 2019/20 im Kader der ersten Mannschaft gestanden hatte und 15 Spiele für die zweite Mannschaft der Löwen in der Bayernliga Süd absolviert hatte, feierte er am 26. Februar 2021 sein Profidebüt, als er im Derby gegen seinen Ex-Verein Unterhaching von Trainer Michael Köllner in die Startelf berufen wurde.
Nachdem er zu Beginn der Saison 2021/22 vermehrt zum Einsatz kam, warfen ihn mehrere Verletzungen zurück und er fand sich häufiger auf der Ersatzbank wieder. Er schloss die Saison mit den Löwen auf dem vierten Platz ab. Auch in der folgenden Saison kam er unter Köllner zunächst nicht über die Rolle eines Rotationsspielers hinaus. Nachdem Mitte der Rückrunde Maurizio Jacobacci das Team als Cheftrainer übernommen hatte, kam Lang wieder häufiger zum Einsatz. Im Sommer 2023 verlängerte er seinen Vertrag in München. Im Januar 2024 wurde er an die zweite Mannschaft des SC Freiburg verliehen. Im Anschluss an diese Leihe wechselte er zum SV Sandhausen. Im Juli 2025 wurde sein Wechsel zum FC Vaduz bekannt.